# Clenbuterol
Clenbuterol é uma substância simpaticomimética que atua principalmente em receptores beta-adrenérgicos.É uma droga prescrita geralmente para tratamento de sintomas com comprometimento respiratório, como um descongestionante e broncodilatador. Pessoas com doenças crônicas como a asma usam essa substância com a finalidade de produzir um efeito broncodilatador para, assim, facilitar a respiração. É mais comumente disponível como um sal, o cloridrato de clenbuterol.

## Efeitos
O Clenbuterol é um β2 agonista adrenérgico, com algumas semelhanças à adrenalina. A substância estimula quase especificamente Receptores adrenérgicos β2 provocando relaxamento bronquiolar, aumento da motilidade do epitélio respiratório, aumento da secreção de fluido do trato respiratório, estabilização dos mastócitos, inibição da liberação de histamina, dilatação vascular, aumento da liberação de neurotransmissores adrenérgicos e ativação miocárdica.Também possui um efeito mínimo na ativação de Receptores adrenérgicos β1. Sua atuação mais específica nos receptores beta origina um efeito mais potente, porém mais sujeito a platôs que a adrenalina, devido a facilidade do organismo se adaptar a droga.

## Uso humano
O clenbuterol é prescrito para pacientes com transtornos respiratórios principalmente a asma e como broncodilatador pelo sua capacidade de ação em receptores simpáticos β2, causando broncodilatação e aumento de secreção de fluido respiratório.O clenbuterol é também é considerada uma droga anorexígena, isto é, capaz de induzir o emagrecimento pelo seu efeito termogênico, devido ao aumento da secreção de norepinefrina e outros hormônios catabólicos da região adrenal,aumentando a pressão sanguínea através da musculatura cardíaca e aumentando a temperatura corporal. O aumento da temperatura corporal do organismo aumenta o gasto de calorias para a homeostasia, desta forma há o aumento do gasto calórico diário. Por isso, em alguns países, seu uso é controlado pelas autoridades de saúde local. No Brasil, o clenbuterol só é prescrito para uso veterinário. Os principais efeitos colaterais em humanos são mal-estar e taquicardias, mas também são muito comuns: nervosismo, dores de cabeça, tremores, insônia, hipertensão, patologias morfológicas e funcionais no coração.

## Uso veterinário
Clenbuterol é usado em vários países, inclusive no Brasil para o tratamento de transtornos respiratórios em animais. Seu nome comercial é Vitapulmin ou Pulmonil. O clenbuterol pode ser administrado por via oral ou intravenosa. Embora não seja um esteroide anabolizante, a droga possui efeitos anabólicos e/ou anticatabólicos verificado apenas em animais, com dosagens letais aos humanos. O efeito é tão significativo que muitos pecuaristas usam clenbuterol no gado, essa prática causou um boicote da União Europeia à carne vinda dos Estados Unidos.